# Moby Dick (béluga)
Pour les articles homonymes, voir Moby.
Moby est un béluga (baleine blanche) qui est célèbre pour avoir remonté le Rhin pendant l'été 1966 alors que les bélugas vivent normalement en groupe dans l'océan Arctique. Il a été appelé comme cela en hommage au roman Moby Dick.
C'est le 15 mai que Moby est repéré à Rotterdam par une patrouille portuaire. Le 16 mai, il est à Duisbourg au milieu de la pollution industrielle. Des personnes essaient de capturer le mammifère marin, mais ils échouent. On lui envoie une fléchette pour l'endormir, ce qui aurait pu le tuer, et de fait on ne le voit plus. Mais on le retrouve plus loin en aval en train de descendre le Rhin mais à l'arrivée près de la mer du Nord, il y a une digue de plusieurs km qui barre la route vers la mer. Des bateaux réussissent à le guider vers la mer mais soudain il fait demi-tour et repart sur le Rhin vers l'amont .. en passant par Cologne puis par Bonn où son passage interrompt une conférence de presse au Bundestag. Des milliers de personnes se massent sur les bords du Rhin pour voir Moby qui est escorté par de nombreux bateaux. Enfin, après quatre semaines passées à remonter le fleuve, il fait une deuxième fois demi-tour et en 48 h retourne dans la mer du Nord, définitivement cette fois.
Cette aventure, au-delà de l'anecdote, a permis une prise de conscience générale de la pollution fluviale et de la nécessaire protection des animaux marins.